# Maria Sara Popa
Maria Sara Popa (n. 29 iulie 2005, București, România) este o jucătoare română de tenis. Cea mai bună clasare a sa la simplu este locul 395 mondial, în iulie 2024, iar la dublu locul 938 mondial, în mai 2023.
Ea a ajuns pe locul 1 în clasamentul Tennis Europe U14, în mai 2019 și pe locul 9 în clasamentul Federației Internaționale de Tenis (ITF Women's World Tennis Tour), în aprilie 2022.
Este una dintre cele șase tenismene care au disputat trei finale pe circuitul ITF feminin anul acesta, la o vârstă atât de fragedă și se regăsește printre cele mai tinere 20 de jucătoare din lume, clasate în Top 600 WTA. Dintre sportivele din România, Maria Popa este cea mai tânără cu o finală ITF la simplu feminin, în ultimii 6 ani și singura care a ajuns pe primul loc în ierarhia Tennis Europe U14, din 2013 încoace.
Cel mai mare turneu în care a evoluat până acum este de tip WTA 125. A primit un Wild Card în calificările Țiriac Foundation Trophy 2023, grație rezultatelor obținute în ITF-urile de pe plan local, iar acolo le-a învins pe Seone Mendez, Cristina Dinu și Irina Fetecău, pierzând în fața Sarei Errani, vicecampioana de la Roland Garros 2012. Românca este antrenată de tatăl ei, Ioan Raul Popa.

## Finale ITF

### Simplu: 4 (2 titluri, 2 finale)
| Legendă                  |
| ------------------------ |
| Turnee de 25.000 $ (1–0) |
| Turnee de 15.000 $ (1–2) |

| Finale după suprafațe |
| --------------------- |
| Zgură (2–2)           |

| Rezultat     | C–P | Dată          | Turneu                      | Categorie | Suprafață | Adversar          | Scor          |
| ------------ | --- | ------------- | --------------------------- | --------- | --------- | ----------------- | ------------- |
| Finalistă    | 0–1 | mai 2023      | ITF Antalya, Turcia         | 15.000    | Zgură     | Natalia Siedliska | 3–6, 2–6      |
| Finalistă    | 0–2 | iulie 2023    | ITF Bacău, România          | 15.000    | Zgură     | Amelie Van Impe   | 2–6, 1–6      |
| Câștigătoare | 1–2 | august 2023   | ITF Brașov, România         | 15.000    | Zgură     | Selma Cadâr       | 5–7, 6–2, 7–5 |
| Câștigătoare | 2–2 | ianuarie 2024 | ITF Buenos Aires, Argentina | 25.000    | Zgură     | Ylena In-Albon    | 6–2, 6–0      |

## Finale ITF, junioare
| Legendă      |
| ------------ |
| Categorie GA |
| Categorie G1 |
| Categorie G2 |
| Categorie G3 |
| Categorie G4 |
| Categorie G5 |

### Simplu: 2 (1-1)
| Rezultat     | C–P | Dată            | Turneu              | Categoria | Suprafață | Adversară         | Scor                |
| ------------ | --- | --------------- | ------------------- | --------- | --------- | ----------------- | ------------------- |
| Finalistă    | 0–1 | septembrie 2020 | ITF Oradea, România | G4        | Zgură     | Cara Maria Meșter | 4–6, 7–6 (7-0), 5–7 |
| Câștigătoare | 1–1 | ianuarie 2021   | ITF Antalya, Turcia | G3        | Zgură     | Melis Ayda Uyar   | 6–3, 6–2            |

### Dublu: 2 (1-1)
| Rezultat  | C–P | Dată            | Turneu                 | Categorie | Suprafață | Parteneră             | Adversare                         | Scor     |
| --------- | --- | --------------- | ---------------------- | --------- | --------- | --------------------- | --------------------------------- | -------- |
| Victorie  | 1–0 | septembrie 2020 | ITF Constanța, România | G5        | Zgură     | Vanessa Popa Teiușanu | Anca Todoni Floriana Popovici     | 7–5, 6–4 |
| Finalistă | 1–1 | septembrie 2020 | ITF Oradea, România    | G4        | Zgură     | Vanessa Popa Teiușanu | Ștefania Bojică Cara Maria Meșter | 0–6, 1–6 |

## Finale Tennis Europe și rezumat
Popa a câștigat cinci dintre cele nouă finale de simplu pe care le-a disputat pe acest circuit și două dintre cele opt pe care le-a disputat la dublu.  Ultimul titlu pe care l-a câștigat în mai 2019 a fost și cel care a ajutat-o să obțină locul 1 la categoria de vârstă U14.
Record general, la simplu: 124-46 (72,9%)
Record general, la dublu: 47-27 (63,5%)

## Finale UTR Pro Tennis Tour și rezumat
Circuitul UTR Pro Tennis Tour este o alternativă a competițiilor WTA și ITF. Popa a ajuns în finala ambelor turnee în care a jucat. Pe prima a pierdut-o în fața Ioanei Gașpar, în mai 2022  iar pe a doua în fața Alisei Baranovska din Ucraina, în iunie 2023. 
Record general: 8-4 (66,7%), incluzând meciurile din faza grupelor.